# Magadheera
Pour plus de détails, voir Fiche technique et Distribution.
Magadheera (మగధీర) est un film indien réalisé par S. S. Rajamouli, sorti en 2009.

## Synopsis
Après 400 ans, un guerrier est réincarné et tente de reconquérir son amour passé.

## Fiche technique
- Titre : Magadheera
- Titre original non latin : మగధీర
- Réalisation : S. S. Rajamouli
- Scénario : Vijayendra Prasad, S. S. Rajamouli et M. Rathnam (dialogues)
- Musique : M. M. Keeravani
- Photographie : Senthil Kumar
- Montage : Kotagiri Venkateshwara Rao
- Production : Allu Aravind
- Société de production : Geetha Arts
- Pays :  Inde
- Genre : Action, drame, fantastique et romance
- Durée : 147 minutes
- Dates de sortie : 
  -  Inde : 30 juillet 2009

## Distribution
- Ram Charan : Kala Bhairava / Harsha
- Kajal Aggarwal : Mitravinda / Indu
- Dev Gill : Ranadev Bhilla / Raghubeer
- Srihari : Sher Khan / Solomon
- Sarath Babu : Vikram Singh Maharaj
- Surya : Bhupathi Varma, le père d'Indu
- Rao Ramesh : Aghora
- Subbaraya Sarma : Gurudevulu

## Distinctions
Le film a reçu neuf nominations aux Filmfare Awards South et a remporté cinq prix : Meilleur film, Meilleur réalisateur, Meilleur acteur pour Ram Charan, Meilleur directeur de la musique et Meilleur chanteur playback pour Panchadara Bomma.